# Dvojenoge
Dvojenoge (Diplopoda) su kopneni člankonošci koji čine razred u potkoljenu Myriapoda zajedno sa strigama (Chilopoda), malonošcima (Pauropoda) i kratkonošcima (Symphyla).
Odlikuju se dobro razvijenom glavom i kolutićavim tijelom na kojem svaki kolutić ima jedan do dva para nogu. Dvojenoge su poznate i kao milipedes, što znači tisuću nogu, ali je broj znatno manji. Većina ima oko 30 pari nogu, ali je poznata i vrsta s 350 pari.

## Karakteristike
- Noćne životinje.
- Mogu narasti od 2 mm do 25 cm.
- Oči ako postoje onda su jednostavne, ali mnoge vrste ih nemaju.
- Jedan par ticala (antennae).
- Za razliku od striga, dvojenoge su plašljive i ne posjeduju otrovne kandže kako bi zaštitile sebe i otjerale grabežljivce.

## Životni ciklus
Ženka jaja polaže u tlu ispod balvana i među lišćem. Novoizlegli mladi imaju po nekoliko pari nogu, ovisno o vrsti, a segmenti tijela i nogu nadograđuju se dok ne dosegne odraslu dob.

## Hrana
Dvojenoge su biljojedi (herbivora) i strvinari, koji se prvenstveno hrane trulom tvari i biljnog i životinjskog porijekla. U Australiju je uvezena vrsta Ommatoiulus moreletii (Crna portugalska stonoga) koja se u južnoj Australiji toliko namnoži da uništava usjeve i čini prave invazije na kuće i druge nastambe gdje može onečistiti hranu i zavući se u tepihe ili posteljinu. Ova životinja stekla je glas neugodnog štetočine gdje god je prisutna. U samoobrani ispušta neku žutu tekućinu, ali za ljude nije opasna.

## Staništa
Staništa dvojenoga nalaze se na hladnim i vlažnim mjestima, a mnoge vrste su uobičajene ispod kamenja i trupaca, u lišću i tlu i ispod kore stabala.

## Redovi
- Callipodida
- Chordeumatida
- Glomerida
- Glomeridesmida
- Julida
- Platydesmida
- Polydesmida
- Polyxenida
- Polyzoniida
- Siphoniulida
- Siphonocryptida
- Siphonophorida
- Sphaerotheriida
- Spirobolida
- Spirostreptida
- Stemmiulida

## Vanjske poveznice
|  | Zajednički poslužitelj ima stranicu o temi Diplopoda    |
|  | Zajednički poslužitelj ima još gradiva o temi Diplopoda |
|  | Wikivrste imaju podatke o taksonu Diplopoda             |